# Exército Popular da Catalunha
O Exército Popular da Catalunha (Catalão: Exèrcit Popular de Catalunya) foi um exército criado pela Generalidade da Catalunha em 6 de Dezembro de 1936, durante a Guerra Civil Espanhola. A sua existência era mais teórica do que real, porque a estrutura original das milícias populares continuava a existir apesar dos esforços da Generalidade.
Em 24 de Outubro de 1936, a Generalidade da Catalunha dissolveu o Comité Central de Milícias Antifascistas com o objetivo de reorganizar as forças militares na Catalunha e militarizar as unidades de milícia paramilitares. Em 6 de Dezembro de 1936, foi decretada a criação do "Exército Popular da Catalunha", decreto assinado pelo Ministro de Defesa da Catalunha, Felipe Díaz Sandino.
O Exército Popular da Catalunha era composto por 9 regimentos de infantaria, 3 regimentos de artilharia, 3 grupos de cavalaria, 3 grupos de engenheiros, um grupo de oficiais e um grupo de saúde, agrupando as forças da frente de Aragão.
As forças foram distribuídas em três divisões, cada uma sob as ordens do Coronel Guillem de la Peña e Cusí, José Eduardo Villalba Rubio e do comandante Eduardo Medrano Rivas. Em Janeiro de 1937, uma quarta divisão foi adicionada e, em vez de numeração, eles retiveram os nomes das colunas de onde se originaram: Ascaso, Marx, Durruti e Macià-Companys.
O exército foi abolido e as suas unidades foram integradas ao Exército Popular da República para os eventos de Maio de 1937, e as divisões foram numeradas de 26 a 30: Os Anarco-sindicalistas formaram as divisões 25, 26 e 28, a Columna Carles Marx do PSUC formou a 27ª. Divisão, o POUM 29, e a Coluna Macià-Companys do ERC e Estat Català, a 30º.